# Venëvskij rajon
Il Venëvskij rajon (in russo Венёвский район?) è un rajon dell'Oblast' di Tula, in Russia. Istituito nel 1924, il capoluogo è Venëv.